# Малый Абакан
Ма́лый Абака́н (в верховье Аныйяк) — типично горная река в Хакасии, один из истоков реки Абакан.
Длина реки — 117 км, площадь водосборного бассейна — 2650 км²; модуль стока — более 50 л/(с×км²). После слиянии Чибита и Аныияка, река меняет своё название на Малый Абакан. У реки много притоков, крупнейшие: правые — реки Кайла, Откыл, Тарташ, Малый Хызас; левые: река Аян и др.
Протекает в труднодоступной, незаселённой местности Таштыпского района Хакасии. Бассейны правых притоков — рек Откыл и Кайла — находятся на территории Государственного природного заповедника «Хакасский».

## Кластерный участок «Малый Абакан»
«Малый Абакан» — кластерный участок государственного природного заповедника «Хакасский», площадь — 97 800 га. До сентября 1999 года был отдельным заповедником, образованным Пост. СМ РФ от 08.09.1993 г. № 816. Является эталоном нетронутых хозяйственной деятельностью (рубками) горно-таёжных кедровых лесов, резерватом для сохранения и расселения соболя. Расположен в среднегорной части северного макросклона Западного Саяна, в междуречье рек Малый Абакан и Она (Таштыпский р-н). Отмечено 12 типов почв, от горно-тундровых до горно-каштановых и аллювиальных. В горно-таёжном поясе (более 80 % территории), в основном произрастают таёжные темнохвойные леса. Незначительные площади занимают темнохвойно-берёзовые леса. В высокогорном поясе — кедровое редколесье, субальпийские и альпийские луга и горные тундры. На участке произрастает около 500 видов высших сосудистых растений, в том числе занесённые в Красную книгу Республики Хакасия (володушка Мартьянова, кандык сибирский, пальцекоренник балтийский, ревень алтайский и др.). В порожистых горных реках с холодной водой обитает 11 видов рыб, в том числе хариус, ленок (занесён в Красную книгу РХ), таймень. Отмечено по 3 вида амфибий (в том числе углозуб сибирский, занесённый в Красную книгу РХ) и пресмыкающихся, 139 — птиц (из них 30 — внесены в Красную книгу РХ: скопа, аист чёрный, беркут, балобан, орлан-белохвост, гриф чёрный, филин, мохноногий сыч; сыч воробьиный и др.) и 50 — млекопитающих (в том числе занесённые в Красную книгу РХ: кабарга, олень северный, архар, козёл сибирский, волк красный, выдра, снежный барс).

## Притоки
(указано расстояние от устья)
- 5 км: Малый Кизас
- 17 км: Тарташ
- 21 км: река без названия
- 23 км: Откыл
- 28 км: Кайла (Средняя Кайла)
- 51 км: Киргиз
- 73 км: река без названия
- 74 км: река без названия
- 77 км: река без названия
- 82 км: Изерла
- 87 км: Аян
- 95 км: Чибит (Кумый)

## Данные водного реестра
По данным государственного водного реестра России относится к Енисейскому бассейновому округу, водохозяйственный участок реки — Енисей от Саяно-Шушенского г/у до впадения реки Абакан, речной подбассейн реки — Енисей между слиянием Большого и Малого Енисея и впадением Ангары. Речной бассейн реки — Енисей.